# Jeunes Solistes
Jeunes Solistes était une émission télévisée de la RTBF présentée par Georges Dumortier qui avait pour vocation de faire aimer et découvrir la musique classique à un large public qui la connaissait mal et permettre à de très jeunes adolescents de persévérer dans leur passion.
L'initiative fut poursuivie par Jeunes Musiciens.